# Rio Boiştea (Cremeniţa)
O Rio Boiştea é um rio da Romênia afluente do Rio Cremeniţa, localizado no distrito de Caraş-Severin.